# Ватерполо репрезентација Аустрије
Ватерполо репрезентација Аустрије представља Аустрију у међународним такмичењима у ватерполу. Налази се под контролом Ватерполо савеза Аустрије.

## Резултати репрезентације на међународним такмичењима

### Олимпијске игре
| Олим. игре                         | Учествовање       | Пласман           | ИГ                | П                 | Н                 | И                 | ГД                | ГП                | ГР                |
| ---------------------------------- | ----------------- | ----------------- | ----------------- | ----------------- | ----------------- | ----------------- | ----------------- | ----------------- | ----------------- |
| Париз 1900 - Лондон 1908.          | Нису учествовали  | Нису учествовали  | Нису учествовали  | Нису учествовали  | Нису учествовали  | Нису учествовали  | Нису учествовали  | Нису учествовали  | Нису учествовали  |
| Стокхолм 1912.                     | Финална група     | 4. место          | 4                 | 1                 | 0                 | 3                 | 10                | 25                | -15               |
| Антверпен 1920 - Лос Анђелес 1932. | Нису учествовали  | Нису учествовали  | Нису учествовали  | Нису учествовали  | Нису учествовали  | Нису учествовали  | Нису учествовали  | Нису учествовали  | Нису учествовали  |
| Берлин 1936.                       | Друга групна фаза | 6. место          | 7                 | 3                 | 1                 | 3                 | 27                | 16                | +11               |
| Лондон 1948.                       | Нису учествовали  | Нису учествовали  | Нису учествовали  | Нису учествовали  | Нису учествовали  | Нису учествовали  | Нису учествовали  | Нису учествовали  | Нису учествовали  |
| Хелсинки 1952.                     | Групна фаза       | 13. место         | 5                 | 1                 | 1                 | 3                 | 14                | 19                | -5                |
| Мелбурн 1956. - данас              | Нису се пласирали | Нису се пласирали | Нису се пласирали | Нису се пласирали | Нису се пласирали | Нису се пласирали | Нису се пласирали | Нису се пласирали | Нису се пласирали |
| Укупно                             | 3 учешћа          |                   | 16                | 5                 | 2                 | 9                 | 51                | '60               | -9                |

### Светско првенство у ватерполу
Нема учешћа

### Европско првенство у ватерполу
| Европско првенство       | Учествовање       | Пласман           | ИГ                | П                 | Н                 | И                 | ГД                | ГП                | ГР                |
| ------------------------ | ----------------- | ----------------- | ----------------- | ----------------- | ----------------- | ----------------- | ----------------- | ----------------- | ----------------- |
| Будимпешта 1926          | Није учествовала  | Није учествовала  | Није учествовала  | Није учествовала  | Није учествовала  | Није учествовала  | Није учествовала  | Није учествовала  | Није учествовала  |
| Болоња 1927              | Групна фаза       | 6. место          | 4                 | 2                 | 0                 | 2                 | 8                 | 15                | -7                |
| Париз 1931               | Финална група     | 3. место          | 6                 | 3                 | 0                 | 3                 | 7                 | 27                | -20               |
| Магдебург 1934           | Није учествовала  | Није учествовала  | Није учествовала  | Није учествовала  | Није учествовала  | Није учествовала  | Није учествовала  | Није учествовала  | Није учествовала  |
| Лондон 1938              | Није учествовала  | Није учествовала  | Није учествовала  | Није учествовала  | Није учествовала  | Није учествовала  | Није учествовала  | Није учествовала  | Није учествовала  |
| Монте Карло 1947         | Групна фаза       | 10. место         | 3                 | 0                 | 0                 | 3                 | 1                 | 15                | -14               |
| Беч 1950                 | Групна фаза       | 5. место          | 6                 | 2                 | 0                 | 4                 | 29                | 43                | -14               |
| Торино 1954              | Групна фаза       | 9. место          | 2                 | 0                 | 0                 | 2                 | 2                 | 15                | -13               |
| Будимпешта 1958          | Групна фаза       | 11. место         | 5                 | 1                 | 0                 | 4                 | 23                | 28                | -5                |
| Лајпциг 1962             | није учествовала  | није учествовала  | није учествовала  | није учествовала  | није учествовала  | није учествовала  | није учествовала  | није учествовала  | није учествовала  |
| Утрехт 1966              | није учествовала  | није учествовала  | није учествовала  | није учествовала  | није учествовала  | није учествовала  | није учествовала  | није учествовала  | није учествовала  |
| Барселона 1970           | Групна фаза       | 14. место         | 6                 | 1                 | 0                 | 5                 | 16                | 46                | -30               |
| Беч 1974 - Стразбур 1987 | није учествовала  | није учествовала  | није учествовала  | није учествовала  | није учествовала  | није учествовала  | није учествовала  | није учествовала  | није учествовала  |
| Бон 1989                 | Групна фаза       | 14. место         | 5                 | 1                 | 0                 | 4                 | 33                | 62                | -29               |
| Атина 1991               | нису се пласирали | нису се пласирали | нису се пласирали | нису се пласирали | нису се пласирали | нису се пласирали | нису се пласирали | нису се пласирали | нису се пласирали |
| Шефилд 1993.             | нису се пласирали | нису се пласирали | нису се пласирали | нису се пласирали | нису се пласирали | нису се пласирали | нису се пласирали | нису се пласирали | нису се пласирали |
| Беч 1995.                | Групна фаза       | 12. место         | 5                 | 0                 | 0                 | 5                 | 14                | 102               | -88               |
| Севиља 1997. - данас     | нису се пласирали | нису се пласирали | нису се пласирали | нису се пласирали | нису се пласирали | нису се пласирали | нису се пласирали | нису се пласирали | нису се пласирали |
| Укупно                   | 9/36              |                   | 42                | 10                | 0                 | 32                | 133               | 353               | -220              |

### Светска лига у ватерполу
Нема учешћа

### Светски куп у ватерполу
Нема учешћа